# Raymond de La Nézière
 (février 2020).
Si vous disposez d'ouvrages ou d'articles de référence ou si vous connaissez des sites web de qualité traitant du thème abordé ici, merci de compléter l'article en donnant les références utiles à sa vérifiabilité et en les liant à la section « Notes et références ».
Raymond Daviel de La Nézière, né à Strasbourg (Bas-Rhin) le 21 février 1865 et mort à Levet (Cher) le 23 janvier 1953, est un peintre, illustrateur et caricaturiste français.
Il est le frère du peintre Joseph de La Nézière.

## Parcours
Fils de Marie Nelly Massé et de Philippe Ernest Daviel de La Nézière, conseiller à la préfecture de Strasbourg, il devient étudiant aux Beaux Arts de Paris[réf. nécessaire]. 
Il produit de nombreuses illustrations de livres pour enfants, notamment ceux de Jules Chancel ou du capitaine Danrit. Il collabora aussi bien à des revues enfantines comme la Semaine de Suzette, Pierrot, Mon journal, Le Jeudi de la  Jeunesse qu'à des journaux et revues satiriques comme La Baïonnette, Le Rire, L'Assiette au Beurre et enfin à L'Illustration. En 1922, dans la revue Mon journal illustré pour les enfants, il dessine les « aventures de Gourdiflot ».
Ami d'enfance d'Henri Avelot et de Joseph Pinchon, il se rend en Grèce pour les premiers Jeux olympiques avec ses frères Joseph, affichiste et dessinateur de timbres, et Georges (mort lors de la Première Guerre mondiale), qui participe aux Jeux.
Passionné de chasse, il illustre de nombreux ouvrages de cynégétique.
Il est nommé chevalier de la Légion d'honneur en 1923, sur recommandation du ministère des Colonies. On le considère[réf. nécessaire] comme l'un des précurseurs de la bande dessinée.

## Vie privée
De son mariage avec Marie-Jeanne Laborde (1871-1920), il a deux filles :
- Solange (1896-1940) mariée à Eric de Pourtalès et qui apparaît comme illustratrice dans La Semaine de Suzette et dans Lisette, entre 1921 et 1925.
- Françoise (1915-1989)

## Ouvrages illustrés
- Paul Jousset, Un Tour de Méditerranée de Venise à Tunis par Athènes, Constantinople et le Caire, 150 ill. d'après nature et 8 aquarelles, Paris, Ancienne Maison Quantin, 1893.
- H. Decaux, Chasses en Abyssinie, Paris, Ch. Delagrave, 1911.
- Paul Souriau, Les crinières grises suivi de Les souvenirs de Nondo, gravures, 1912.
- Croquis, esquisses, silhouettes : 675 modèles de chevaux, figures, physionomies, animaux, soldats, paysages, marines, enfants, attitudes, dessins De Mode, Paris, Éditions P. Berville, 1917.

Livres pour enfants
- Georges Le Cordier, Terrible histoire de sorciers, Paris, Ch. Delagrave, [1901].
- Jules de Gastyne, La désopilante Histoire de la famille Pourceau, Paris, Tallandier, 1902.
- Danrit, Évasion d'empereur, Paris, Ch. Delagrave, [1903].
- M. Remond, La Cruche. Le Petit Corse, ill. avec Marcel Pille, Paris, Hachette, [1904].
- J. Montet, Jean Bart, Paris, Société française d'éditions d'art L. Henry May, [1904].
- Rodolphe Bringer, Les petits Cake-Walk, Paris, Librairie Félix Juven, 1905.
- L. Hameau, Le Pupille du sergent Flageolet, Paris, Delagrave, 1905.
- Augusta Latouche, L'enfant de la falaise, Paris, Librairie Ch. Delagrave, 1910.
- Georges Le Cordier, La légende des bêtes : le ver Adam, Paris, Éditions Delagrave, 1911.
- Joseph Jacquin et Aristide Fabre, Le Chien de Serloc Kolmes, Paris, Hachette, 1912.
- Rodolphe Bringer, Le Marquis de Carabas, Éditions Pierre Lafitte, coll. « Lilliput Bibliothèque », avant 1914.
- Émile Hinzelin, Un enfant de l'Alsace Kléber, Paris, Ch. Delagrave, 1916.
- Alphabet franco-américainRaymond et Solange de la Nézière.Librairie Hachette. [Paris. Vers 1918].
- Alphabet alsacien-lorrain, Éditions Hachette, 1919.
- Nos bons toutous[2], Paris, B. Sirven, 1919.
- Julie Borius, Un brave garçon, Paris, Éditions Hachette, 1921.
- Alphabet colonial - Exposition de Marseille, Éditions Moullot, 1922.
- Magdeleine du Genestoux, Le Cirque Piccolo, coll. Bibliothèque rose illustrée, Hachette, 1924.
- Hellèle, Miloula la Négrillonne, Paris, Gautier-Languereau, 1929.
- Gabriel Galland, Un Sherlock Holmes à quatre pattes, Paris, Éditions Tallandier, novembre 1930.
- Georges Goyau, Jeanne d'Arc, Tours, Éditions Mame, 1931.
- S. L. Prévost, Le Petit Savetier de Pomme sur Seule, Paris, Éditions SPES, 1935.

- Jules Chancel, 
  - Le Petit Jockey du Duc de Lauzun 1785-1793
  - Le moucheron de Bonaparte. 1795-1805
  - Tiarko le chevrier de Napoléon.
  - Le Petit Roi du masque noir
- Joseph Jacquin et Aristide Fabre, La Prise de Pékin, pièce comique d'ombres avec livret, musique, décor et personnages à découper, texte de Joseph Jacquin, musique de G. Meynard.